# Merzak Allouache
Merzak Allouache (àrab: مرزاق علواش, Mirzāq ʿAlwāx) (Alger, 6 d'octubre de 1944) és un director de cinema i guionista algerià. Ha dirigit divuit pel·lícules des de 1976.
La seva primera pel·lícula, del 1976, Omar Gatlato, va competir en el 10è Festival Internacional de Cinema de Moscou, on va guanyar el Premi de Plata.
La seva pel·lícula Salut cousin! va ser nominada en la 69a edició dels Premis Oscar en la categoria de Millor pel·lícula de Llengua Estrangera.
La seva pel·lícula de 2011 Normal! va guanyar el premi a la Millor Pel·lícula en Festival de cinema Tribeca de Doha 2011.
En 2012, la seva pel·lícula El taaib va ser projectada en la secció de Directors de la Quinzena al 65è Festival Internacional de Cinema de Canes.
Va guanyar el Premi FIPRESCI a la millor pel·lícula en el 17è Festival Internacional de Cinema de Kerala.

## Cinema
- 1976: Omar Gatlato
- 1978: Mughamarat batal (Les Aventures d'un héros)
- 1982: L'Homme qui regardait les fenêtres
- 1986: Un amour à Paris
- 1989: L'Après-Octobre - documental
- 1989: Femmes en mouvements - documental
- 1994: Bab El-Oued City
- 1996: Salut cousin!
- 2001: L'Autre Monde
- 2003: Chouchou
- 2005: Bab el web
- 2009: Harragas
- 2011: Normal!
- 2012: El taaib
- 2013: Les Terrasses
- 2015: Madame Courage
- 2016: Tahqiq fel Djenna - documental
- 2017: Vent divin

## Televisió
- 1991: Voices of Ramadhan (Our War), documental (BBC 2)
- 1994: Jours tranquilles en Kabylie, documental (Arte)
- 1997: Vie et mort des journalistes, documental (Arte)
- 1998: Alger-Beyrouth. Pour mémoire, telefilm (Arte)
- 1998: La Solitude du manager (Pépé Carvalho), telefilm (Arte)
- 1999: À bicyclette, telefilm (France 2)
- 2008: Tamanrasset, telefilm (Arte)
- 2010: Tata Bakhta, telefilm (France 2)
- 2011: La Baie d'Alger, telefilm (France 2)

## Premis i distincions

### Festival Internacional de Cinema de Moscou
| Any  | Categoria      | Pel·lícula   | Resultat  |
| ---- | -------------- | ------------ | --------- |
| 1977 | Premi de Plata | Omar Gatlato | Guanyador |

### Festival Internacional de Cinema de Canes
| Any  | Categoria           | Pel·lícula       | Resultat  |
| ---- | ------------------- | ---------------- | --------- |
| 1994 | Premi de la Crítica | Bab El-Oued City | Guanyador |
| 2012 | Europa Cinemas      | El Taaib         | Guanyador |

### Premis Oscar
| Any  | Categoria                             | Pel·lícula    | Resultat |
| ---- | ------------------------------------- | ------------- | -------- |
| 1996 | Millor pel·lícula de parla no anglesa | Salut cousin! | Nominat  |